# Batalha de Hatim
A Batalha de Hatim (Hattin), nos Cornos de Hatim, foi uma grande derrota dos cristãos nas Cruzadas. A batalha ocorreu em 1187 e os muçulmanos reconquistaram Jerusalém.

## Antecedentes
Europa, Palestina e Jerusalém, século XII. Nobres cristãos da Inglaterra e da França conquistaram a Terra Santa, ocuparam Jerusalém, onde massacraram a guarnição e civis. A Primeira Cruzada havia vencido o islamismo.
Acossados por graves lutas internas e ataques dos maometanos ao longo de 25 anos depois da Segunda Cruzada, os Estados Cruzados mergulharam numa situação política e militar difícil. Inversamente, em termos econômicos e patrimoniais, conheceram uma época de desenvolvimento, principalmente no respeitante aos Templários e Hospitalários. O regime feudal difundia-se também, a par da miscigenação entre os vários povos europeus ali estabelecidos e da gradual latinização da Igreja. Este clima, no entanto, acicatou disputas entre os estados e os próprios cristãos. Outro perigo espreitava: o sultão aiúbida Saladino. Saladino capturou Damasco em 1174 e Alepo, em 1183.

## A batalha
Em 1187, Saladino avançou pela Galileia e, nos Cornos de Hatim, travou batalha contra um exército cristão. Do lado cristão, as tropas do francês Guido de Lusignan, o rei consorte de Jerusalém, e o príncipe da Galileia Raimundo III de Trípoli. Ao todo, havia cerca de 60 mil homens - entre cavaleiros, soldados desmontados e mercenários muçulmanos. Já a dinastia aiúbida, representada por Saladino, contava com 70 mil guerreiros.
Quando os cruzados montaram o acampamento em um campo aberto, forçados a descansar após um dia de exaustivas batalhas, os homens de Saladino atearam fogo em volta dos inimigos, cortando seu acesso ao suprimento de água fresca. A cortina de fumaça tornou quase impossível para os cristãos se desviarem da saraivada de flechas muçulmanas. Sedentos, muitos cruzados desertaram. Os que restaram foram trucidados pelo inimigo.
Após esta batalha, os muçulmanos seguiram para Jerusalém e, depois de um cerco de duas semanas, conquistaram a cidade. Já de posse de Jerusalém (tomada em outubro de 1187), Saladino poupou a vida de Guy, enquanto Raimundo escapou da batalha com sucesso.

## Eventos posteriores
A Batalha de Hatim desencadeou na cristandade uma nova onda de preocupação com a Terra Santa. Em 1189, Guido de Lusignan tentou reconquistar Jerusalém, num conflito que duraria anos e só seria resolvido com a chegada de um novo personagem: Ricardo Coração de Leão, o rei da Inglaterra.